# آفریز
آفریز روستایی در دهستان آفریز بخش سده شهرستان قائنات استان خراسان جنوبی ایران است.

## جمعیت
بر پایه سرشماری عمومی نفوس و مسکن در سال ۱۳۹۵ جمعیت این روستا ۱٬۶۳۳ نفر (در ۴۵۷ خانوار) بوده است.